# Dounâouy
Dans la mythologie égyptienne, Dounâouy est un dieu dont la fonction est encore assez mal connue.
Il est représenté sous les traits d'un faucon debout sur un perchoir avec les ailes déployées ; son nom signifie d'ailleurs, Celui qui étend les deux bras. Il est originaire du XVIIIe nome et il aurait pu se substituer au dieu antique Dounanoui.